# إيست رايدينج أوف يوركشير
 ايست رايدينج اوف يوركشير  أو ببساطة  شرق يوركشير  ، هو مقاطعة غير حضرية في إنجلترا. تشمل أيضا مدينة كينجستون أبون هول، التي هي ذات سلطة مستقلة. من عام 1974 إلى عام 1996، كانت المقاطعة تشكل الجزء الشمالي من مقاطعة هامبرسايد الغير حضرية.
تتكون من تلال منخفضة، وتحيط بها السهول الخصبة المنخفضة. مصب نهر الهامبر وبحر الشمال يحدّوها من الجنوب والشرق. الأستكشافات أثبتت وجود تحف أثرية وهياكل من جميع الفترات التاريخية منذ العصر الجليدي الأخير. بها عدد قليل من المستوطنات الكبيرة وليس بها مراكز صناعية. عاصمتها هي بيفرلى.
المسيحية هو الدين الأكثر انتشارا في المنطقة. المقاطعة من بها نسبة من أعلى نسب المتقاعدين يعيشون بها.
الاقتصاد يعتمد أساسا على الزراعة، إلى جانب السياحة، وأسهم في ذلك الطابع الريفي وتواجدها على شاطئ البحر. هذه الجوانب تنعكس أيضا في الأماكن التي تهم الزوار والمعالم الرئيسية، والتي تشمل المباني التاريخية، والمحميات الطبيعية.
وجود المقاطعة على البحر وعدم حدوث تطورات كبيرة في المناطق الحضرية أدي إلى استخدام المقاطعة لتوليد الطاقة من المصادر المتجددة.
معظم الرياضات وأماكن الترفيه وتتركز في كينغستون أبون هول، وبها أيضا تقع الجامعة الوحيدة في المقاطعة.
عدد السكان يبلغ حوالي 593,700 نسمه (98.3 % منهم بيض، 1.1 % من جنوب آسيا) والمساحة 2,479 كم².

## أعلام
- سيسيل بورتون
- دونالد ووكر
- ديفيد كاوثرون هاينس
- رون سميث